# Associazione Sportiva Lodigiani 1991-1992
Questa voce raccoglie le informazioni riguardanti l'Associazione Sportiva Lodigiani nelle competizioni ufficiali della stagione 1991-1992.

## Rosa
| N. |                   | Ruolo | Calciatore             |
| -- | ----------------- | ----- | ---------------------- |
|    | Italia (bandiera) | C     | Andrea Agostinelli     |
|    | Italia (bandiera) | D     | Roberto Arrigoni       |
|    | Italia (bandiera) | C     | Bruno Baldari          |
|    | Italia (bandiera) | D     | Alessandro Battisti    |
|    | Italia (bandiera) | C     | Federico Bettoni       |
|    | Italia (bandiera) | D     | David Bianchini (II)   |
|    | Italia (bandiera) | D     | Emanuele Bianchini (I) |
|    | Italia (bandiera) | P     | Paolo Bordoni          |
|    | Italia (bandiera) | C     | Marco Chirico          |
|    | Italia (bandiera) | A     | Salvo Fulvio D'Adderio |
|    | Italia (bandiera) | C     | Graziano Del Grande    |

| N. |                   | Ruolo | Calciatore            |
| -- | ----------------- | ----- | --------------------- |
|    | Italia (bandiera) | D     | Giuseppe De Stefano   |
|    | Italia (bandiera) | A     | Roberto Di Nicola     |
|    | Italia (bandiera) | A     | Claudio D'Onofrio     |
|    | Italia (bandiera) | P     | Silvio Lafuenti       |
|    | Italia (bandiera) | C     | Alessandro Loreti     |
|    | Italia (bandiera) | C     | Maurizio Manieri      |
|    | Italia (bandiera) | A     | Francesco Marino      |
|    | Italia (bandiera) | C     | Walter Marinucci      |
|    | Italia (bandiera) | D     | Raffaele Perna        |
|    | Italia (bandiera) | A     | Pier Luigi Pierozzi   |
|    | Italia (bandiera) | A     | Roberto Romualdi      |
|    | Italia (bandiera) | D     | Gianluca Cherubini    |
|    | Italia (bandiera) | A     | Alessandro Carmellini |